# Bubsheim
Bubsheim è un comune tedesco di 1 451 abitanti,, situato nel land del Baden-Württemberg.